# Таксенбах
Таксенбах — ярмаркове містечко та громада в австрійській землі Зальцбург. Містечко належить округу Целль-ам-Зе.